# Walter Trout

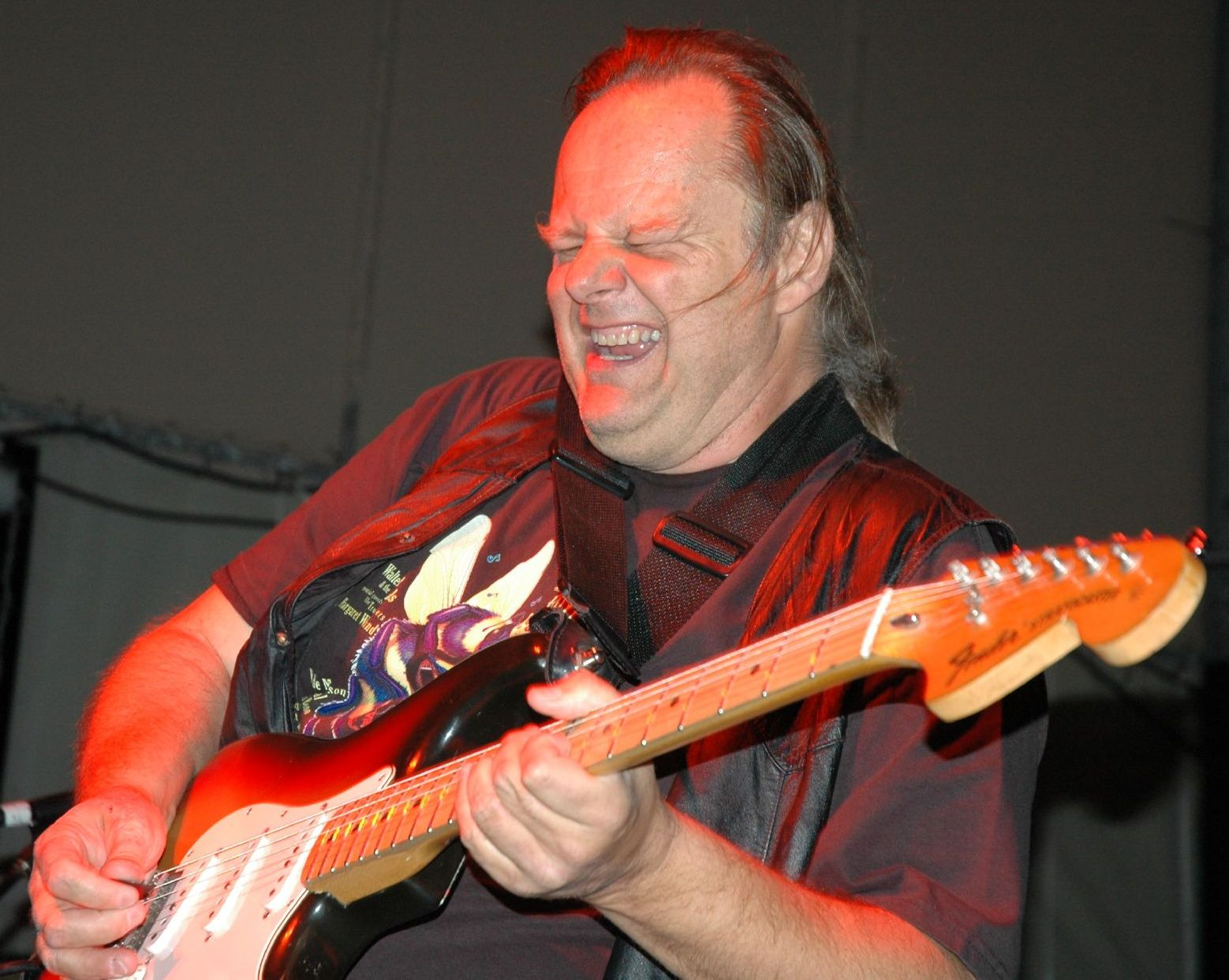
Walter Trout (2007)

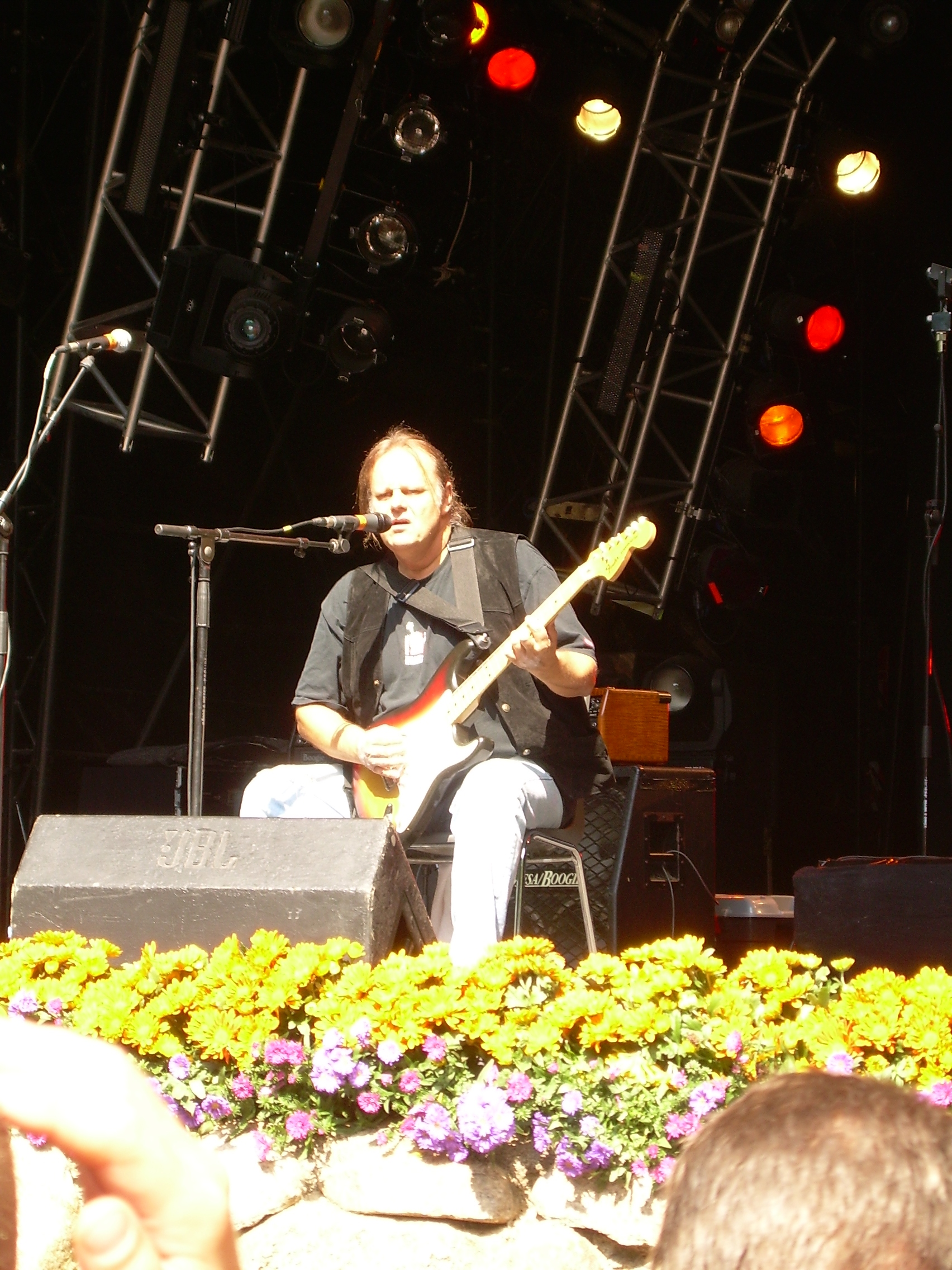
Walter Trout beim Skanderborg Festival, Dänemark (2007)

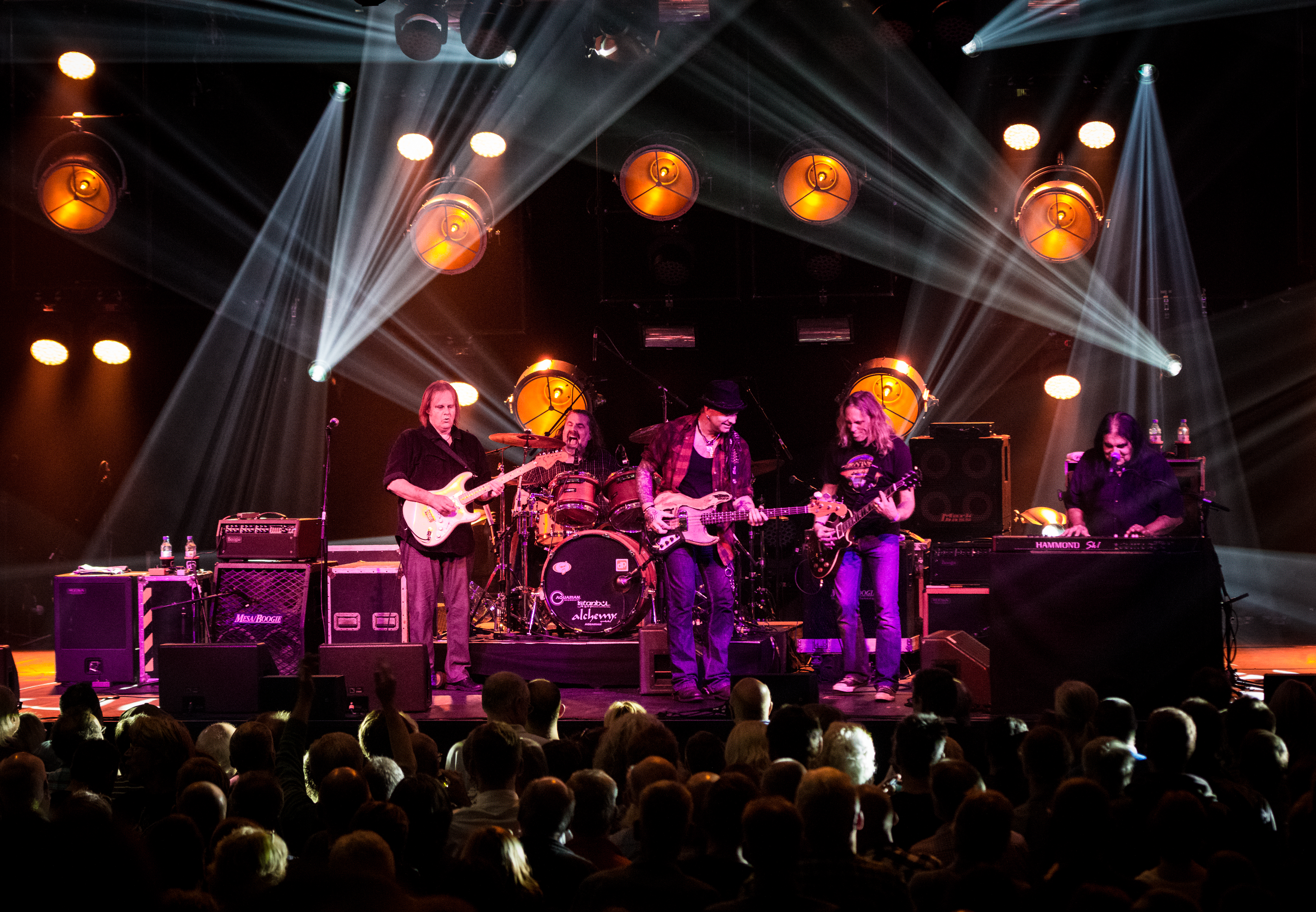
Walter Trout bei den Leverkusener Jazztagen (2016)

Walter Cooper Trout (* 6. März 1951 in Ocean City, New Jersey) ist ein US-amerikanischer Komponist, Gitarrist und Sänger. Seine Musik stellt eine Synthese aus Blues und Rock (Bluesrock) dar.

## Werdegang
Seit 1968 spielte Walter Trout bei verschiedenen Bands und Musikern, so zum Beispiel von 1979 bis 1980 beim legendären Bluesmusiker John Lee Hooker. Von 1980 bis 1984 war Trout Mitglied in der Band Canned Heat, bevor er sich von 1984 bis 1989 John Mayall anschloss.
1989 gründete Trout die „Walter Trout Band“, die sich ab 1999 in „Walter Trout and the Radicals“ umbenannte. Im Jahr 2008 bestand die Band aus folgenden Musikern: Walter Trout (Gitarre, Gesang), Sammy Avila (Keyboards), Michael Leasure (Schlagzeug) und Rick Knapp (Bass). Rick Knapp ersetzte im Sommer 2005 den bisherigen Bassisten James Trapp, der am 24. August 2005 an den Folgen einer Herzkrankheit im Alter von 52 Jahren starb. Andrew Elt, eigentlich der Tourmanager der Band, ist seit der Relentless-Tournee das fünfte Mitglied der Band. War er live gelegentlich als Backgroundsänger für Trout zu hören, so trat er nun auch als Solosänger neben ihm in Erscheinung. Walter Trout geht mit seiner Band ziemlich regelmäßig auf Tour und spielte auch 2013 Europa-Tournee. Im Rahmen der Herbst-Tournee gab er zahlreiche Konzerte in der Schweiz, Deutschland, England, Frankreich, den Niederlanden und in Italien (Steinegg Live). Ebenso wurde 2013 auch sein Tributealbum Luther’s Blues veröffentlicht – eine Hommage an Luther Allison.
Walter Trout stellt im Vorprogramm seiner Konzerte immer wieder junge, talentierte Nachwuchsgitarristen vor, so beispielsweise Ian Parker, Steve Fister, Danny Bryant, Henrik Freischlader und Scott McKeon.
Wegen einer nicht medikamentös behandelbaren Lebererkrankung lag er seit März 2014 auf der Intensivstation einer Spezialklinik in Nebraska und erhielt am 26. Mai 2014 eine neue Leber. Eine groß angelegte Spendenaktion hatte die Operation finanziert, da sie durch Trouts Versicherung nicht abgedeckt war.
Walter Trout hat die Transplantation überstanden und ist wieder auf Tournee, schon im Herbst 2015 und seitdem fast jährlich auch in Europa.

## Diskografie

### Mit Canned Heat
- 1981: Boogie Assault
- 1984: Heat Brothers ’84
- 2003: Friends in the Can

### Mit John Mayall’s Bluesbreakers
- 1985: Behind the Iron Curtain
- 1987: Live at Iowa State University
- 1987: Power of the Blues
- 1988: Life in the Jungle
- 1988: Chicago Line

### Alben
| Jahr | Titel                                       | Höchstplatzierung, Gesamtwochen, AuszeichnungChartplatzierungen (Jahr, Titel, Platzierungen, Wochen, Auszeichnungen, Anmerkungen) | Höchstplatzierung, Gesamtwochen, AuszeichnungChartplatzierungen (Jahr, Titel, Platzierungen, Wochen, Auszeichnungen, Anmerkungen) | Höchstplatzierung, Gesamtwochen, AuszeichnungChartplatzierungen (Jahr, Titel, Platzierungen, Wochen, Auszeichnungen, Anmerkungen) | Höchstplatzierung, Gesamtwochen, AuszeichnungChartplatzierungen (Jahr, Titel, Platzierungen, Wochen, Auszeichnungen, Anmerkungen) | Höchstplatzierung, Gesamtwochen, AuszeichnungChartplatzierungen (Jahr, Titel, Platzierungen, Wochen, Auszeichnungen, Anmerkungen) | Anmerkungen |
| Jahr | Titel                                       | DE | AT | CH | UK | US Blues | Anmerkungen |
| ---- | ------------------------------------------- | --- | --- | --- | --- | --- | --- |
| 1994 | Tellin’ Stories                             | — | — | — | UK84 (1 Wo.)UK | — | Erstveröffentlichung: April 1994 als Walter Trout Band                                                                        |
| 2000 | Live Trout                                  | — | — | — | — | US Blues15 (1 Wo.)US Blues | Erstveröffentlichung: 13. Juni 2000 mit The Free Radicals; Doppel-Livealbum Aufnahme: 26. März 2000, Tampa Bay Blues Festival |
| 2001 | Go the Distance                             | — | — | — | — | US Blues12 (2 Wo.)US Blues | Erstveröffentlichung: 22. Mai 2001 mit The Free Radicals Produzent: Jim Gaines                                                |
| 2003 | Relentless                                  | — | — | — | — | US Blues12 (2 Wo.)US Blues | Erstveröffentlichung: 12. August 2003 mit The Free Radicals Produzent: Jim Gaines                                             |
| 2005 | Deep Trout: The Early Years of Walter Trout | — | — | — | — | US Blues13 (1 Wo.)US Blues | Erstveröffentlichung: 24. Mai 2005 Kompilation                                                                                |
| 2006 | Full Circle                                 | — | — | — | — | US Blues2 (17 Wo.)US Blues | Erstveröffentlichung: 20. Juni 2006 Walter Trout and Friends Produzent: Walter Trout                                          |
| 2008 | The Outsider                                | — | — | — | — | US Blues3 (9 Wo.)US Blues | Erstveröffentlichung: 28. Mai 2008 Produzent: John Porter                                                                     |
| 2009 | Unspoiled by Progress                       | — | — | — | — | US Blues5 (5 Wo.)US Blues | Erstveröffentlichung: 23. Juni 2009 Produzent: Walter Trout                                                                   |
| 2010 | Common Ground                               | DE98 (1 Wo.)DE | — | — | — | US Blues6 (7 Wo.)US Blues | Erstveröffentlichung: 5. Juli 2010 Produzent: John Porter                                                                     |
| 2012 | Blues for the Modern Daze                   | DE33 (2 Wo.)DE | AT63 (1 Wo.)AT | CH96 (1 Wo.)CH | UK61 (1 Wo.)UK | US Blues4 (17 Wo.)US Blues | Erstveröffentlichung: 23. April 2012 Produzenten: Eric Corne, Walter Trout                                                    |
| 2013 | Luther’s Blues: A Tribute to Luther Allison | — | — | — | — | US Blues4 (8 Wo.)US Blues | Erstveröffentlichung: 10. Juni 2013 als Walter Trout Band Produzenten: Eric Corne, Walter Trout                               |
| 2014 | The Blues Came Callin’                      | DE50 (1 Wo.)DE | — | CH71 (2 Wo.)CH | UK90 (1 Wo.)UK | US Blues2 (14 Wo.)US Blues | Erstveröffentlichung: 2. Juni 2014 Produzenten: Eric Corne, Walter Trout                                                      |
| 2015 | Battle Scars                                | DE52 (1 Wo.)DE | AT57 (1 Wo.)AT | — | UK54 (1 Wo.)UK | US Blues2 (13 Wo.)US Blues | Erstveröffentlichung: 23. Oktober 2015 Produzent: Eric Corne                                                                  |
| 2016 | Alive in Amsterdam                          | DE36 (1 Wo.)DE | AT51 (1 Wo.)AT | CH59 (1 Wo.)CH | — | — | Erstveröffentlichung: 17. Juni 2016 Produzenten: Eric Corne, Walter Trout Livealbum                                           |
| 2017 | We’re All in This Together                  | DE25 (2 Wo.)DE | AT33 (1 Wo.)AT | CH29 (3 Wo.)CH | UK62 (1 Wo.)UK | — | Erstveröffentlichung: 1. September 2017                                                                                       |
| 2019 | Survivor Blues                              | DE27 (2 Wo.)DE | AT28 (1 Wo.)AT | CH18 (4 Wo.)CH | — | — | Erstveröffentlichung: 25. Januar 2019                                                                                         |
| 2020 | Ordinary Madness                            | DE24 (2 Wo.)DE | AT60 (1 Wo.)AT | CH19 (2 Wo.)CH | UK99 (1 Wo.)UK | — | Erstveröffentlichung: 28. August 2020                                                                                         |
| 2022 | Ride                                        | DE29 (3 Wo.)DE | — | CH16 (2 Wo.)CH | — | — | Erstveröffentlichung: 19. August 2022                                                                                         |
| 2024 | Broken                                      | DE18 (1 Wo.)DE | AT29 (1 Wo.)AT | CH14 (1 Wo.)CH | — | — | Erstveröffentlichung: 1. März 2024                                                                                            |

Weitere Alben
- 1989: Life in the Jungle (als Walter Trout Band; teilweise live)
- 1990: Prisoner of a Dream (als Walter Trout Band)
- 1992: Transition (als Walter Trout Band)
- 1992: Live: No More Fish Jokes (als Walter Trout Band; Livealbum)
- 1995: Breaking the Rules (als Walter Trout Band)
- 1997: Positively Beale Street (als Walter Trout Band)
- 1998: Walter Trout
- 1999: Livin’ Every Day (mit The Free Radicals)
- 2000: Face the Music: Live on Tour (mit The Free Radicals; Livealbum)
- 2007: Hardcore (Livealbum)
- 2014: Walter Trout – Best of the Provogue Years (Kompilation)

### Singles
- 1990: The Love That We Once Knew (als Walter Trout Band)
- 1990: Say Goodbye to the Blues (als Walter Trout Band)
- 1991: Life in the Jungle (als Walter Trout Band)
- 1992: Motivation of Love (als Walter Trout Band)
- 1992: Running in Place (als Walter Trout Band)
- 1994: Please Don’t Go (als Walter Trout Band)
- 1994: Tremble (als Walter Trout Band)
- 1995: Breaking the Rules (als Walter Trout Band)
- 1997: Let Me Be the One (als Walter Trout Band)
- 2001: A Dedication to All Americans (EP)
- 2008: All My Life
- 2014: Willie (mit John Mayall)

### Videoalben
- 1998: Live & Kickin’
- 2001: In Concert
- 2003: Relentless – The Concert (mit The Free Radicals)
- 2006: Room to Move (John Mayall feat. Coco Montoya und Walter Trout)